# Armin Scheurer
Armin Scheurer (né le 24 décembre 1917 et mort le 27 août 1990 à Bienne) est un athlète et footballeur suisse. Il a détenu neuf records nationaux pour son pays et été nommé Sportif suisse de l'année en 1950.

## Carrière

### Athlétisme
Aux championnats d’Europe de 1946 à Oslo, Scheurer participe au décathlon et au saut à la perche. Après avoir terminé le décathlon, il se retire de la compétition de saut à la perche. Dans le décathlon, il obtint 6263 points, ce qui correspond à 6458 points selon la table de cotation de 1985. Il termine quatrième de l'épreuve et, selon la table de l’époque, manqua de seulement cinquante points pour décrocher la médaille de bronze, alors remportée par le suédois Göran Waxberg.
Scheurer participe aux Jeux olympiques d'été de 1948 à Londres (où il était porte-drapeau de la délégation suisse lors de la cérémonie d'ouverture) sur décathlon mais abandonne après la première épreuve du décathlon. Il participe ensuite aux championnats d’Europe de 1950 à Bruxelles, où il marque 6460 points (équivalent à 6637 selon la table de 1985) au décathlon, ce qui lui permit de terminer cinquième. Lors de la première journée du décathlon, il se qualifie aussi pour la finale de l’épreuve de saut à la perche grâce à un saut de 4,00 m. Le lendemain, après le décathlon, il saute de nouveau saute à 4,00 m et se classe finalement sixième dans cette épreuve. À la fin de l’année 1950, Scheurer est élu Sportif suisse de l’année.
De 1942 à 1951, Scheurer remporte 15 titres de champion de Suisse en athlétisme, dont six en saut à la perche, six en décathlon, deux en triple saut et un en saut en longueur. Il établit neuf records nationaux en saut à la perche, portant le record de suisse de 4,03 m à 4,30 m. Il bat également deux fois le record national en triple saut, atteignant 14,58 m lors de son dernier record. Celui-ci fut battu en 1954 par Fritz Portmann, tandis que le record de saut à la perche ne fut surpassé qu’en 1960 par Gérard Barras.
Plus tard, Scheurer exerça également en tant qu'entraîneur national d’athlétisme pour la Suisse.

### Football
En plus de sa carrière en athlétisme, Armin Scheurer joua également au football. Il était membre de l’équipe du FC Biel-Bienne pendant la saison 1946-1947, durant laquelle le club remporta son unique titre de champion de Suisse. En Nationalliga A (première division suisse de l’époque), il disputa un total de 212 matchs, inscrivant 30 buts. Il jouait au poste d'avant-centre mais fut aligné comme gardien de but lors de 77 rencontres.
Il fut également entraîneur du FC Aarau de 1956 à 1958.

## Records
| Épreuve               | Performance           | Points                | Lieu                  | Date                  |
| Épreuves du décathlon | Épreuves du décathlon | Épreuves du décathlon | Épreuves du décathlon | Épreuves du décathlon |
| --------------------- | --------------------- | --------------------- | --------------------- | --------------------- |
| 100 m                 | 11 s 6                | 655                   | Oslo                  | 23 août 1946          |
| Saut en longueur      | 6,83 m                | 886                   | Bruxelles             | 24 août 1950          |
| Lancer du poids       | 12,00 m               | 646                   | Bruxelles             | 24 août 1950          |
| Saut en hauteur       | 1,81 m                | 749                   | Oslo                  | 23 août 1946          |
| 400 m                 | 52 s 5                | 709                   | Oslo                  | 23 août 1946          |
| 110 m haies           | 16 s 3                | 656                   | Bruxelles             | 25 août 1950          |
| Lancer du disque      | 37,04 m               | 641                   | Bruxelles             | 25 août 1950          |
| Saut à la perche      | 4,30 m                | 806                   | Bruxelles             | 25 août 1950          |
| Lancer du javelot     |                       |                       |                       |                       |
| 1 500 m               | 4 min 53 s 0          | 344                   | Oslo                  | 24 août 1946          |
| Décathlon             | 6 570 pts             |                       |                       | 1949                  |
| Autres épreuves       |                       |                       |                       |                       |
| Triple saut           | 14,58 m               | —                     |                       |                       |